# Deyvis Barahona
Deyvis Barahona (Ibarra, Provincia de Imbabura, Ecuador, 26 de abril de 1991) es un futbolista ecuatoriano. Juega de mediocampista y su equipo actual es el Atlético Tulcán de la Segunda Categoría de Ecuador.

## Clubes
| Club            | País    | Año           |
| --------------- | ------- | ------------- |
| Valle del Chota | Ecuador | 2008-2011     |
| El Nacional     | Ecuador | 2012-2013     |
| Atlético Tulcán | Ecuador | 2013-presente |

- Datos: Q5804831